# شهرستان ایمپریال (کالیفرنیا)
شهرستان ایمپریال در دره امپریال در جنوب شرقی‌ترین نقطه ایالت کالیفرنیا در آمریکا واقع شده‌است و با آریزونا و مکزیک هم‌مرز می‌باشد.
مطابق با سرشماری سال ۲۰۱۰ جمعیت آن ۱۷۴٬۵۲۸ نفر برآورد شده‌است. بخشداری آن ال سنترو می‌باشد.
این شهرستان از جدیدترین شهرستان‌های ایالت کالیفرنیا می‌باشد.
شهرستان ایمپریال در سال ۱۹۰۷ از نیمهٔ شرقی شهرستان سن دیه‌گو، کالیفرنیا تشکیل شده‌است.